# Möngönmort
Möngönmorit ( mongol : Мөнгөнморьт cheval d'argent ; aussi: Möngönmor ' t ) est un sum de la province de Töv en Mongolie. Le village est situé juste à l'ouest de la rivière Kerulen au nord d'une large vallée. Mongonmorit (ou Mungunmorit) est le plus grand village proche des sources de la rivière Onon, le principal affluent de la rivière Amour. Cette région et ses habitants sont bien décrits au chapitre 1 de La rivière Black Dragon: Un voyage le long du fleuve Amour entre la Russie et la Chine . 

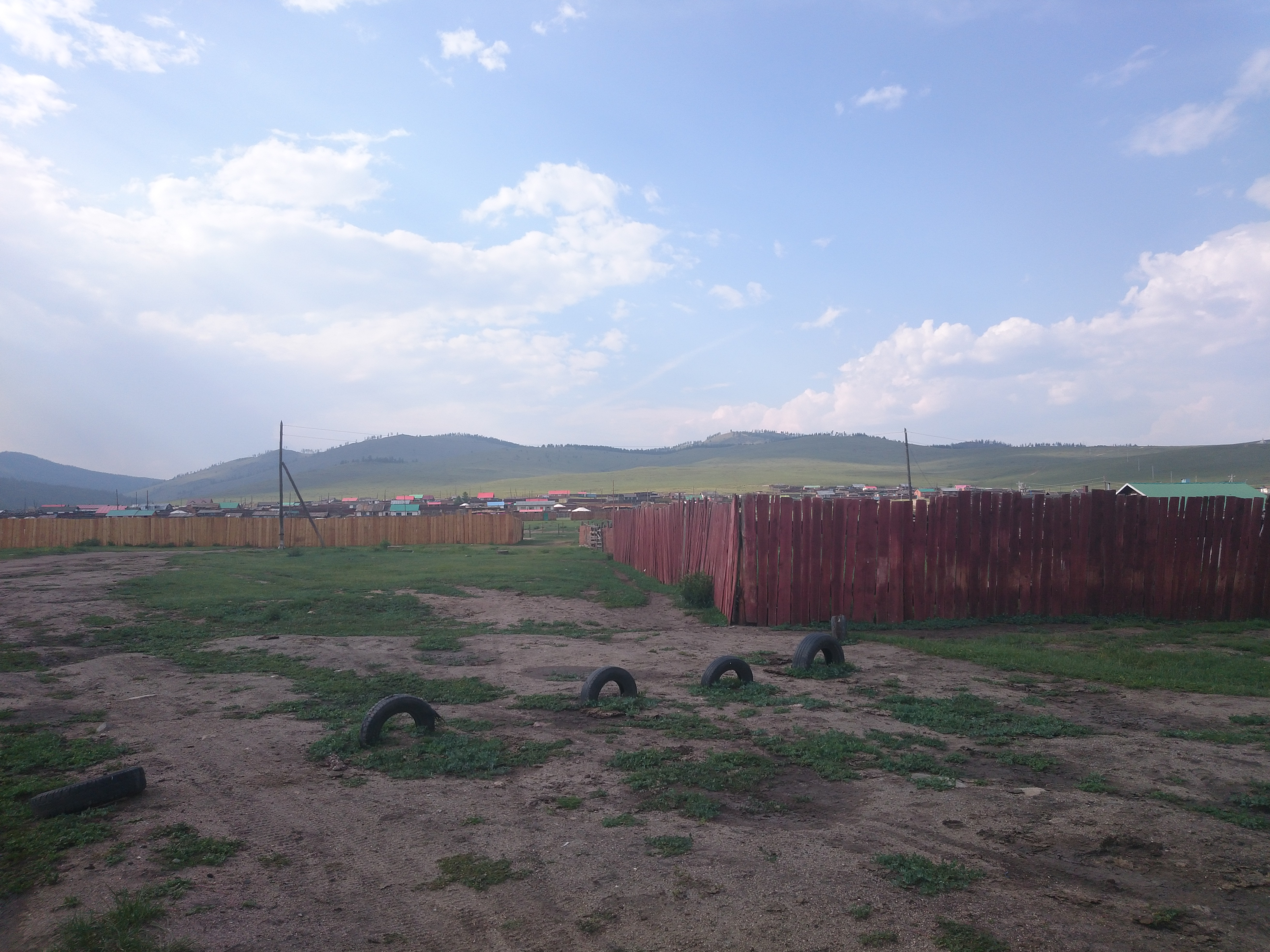
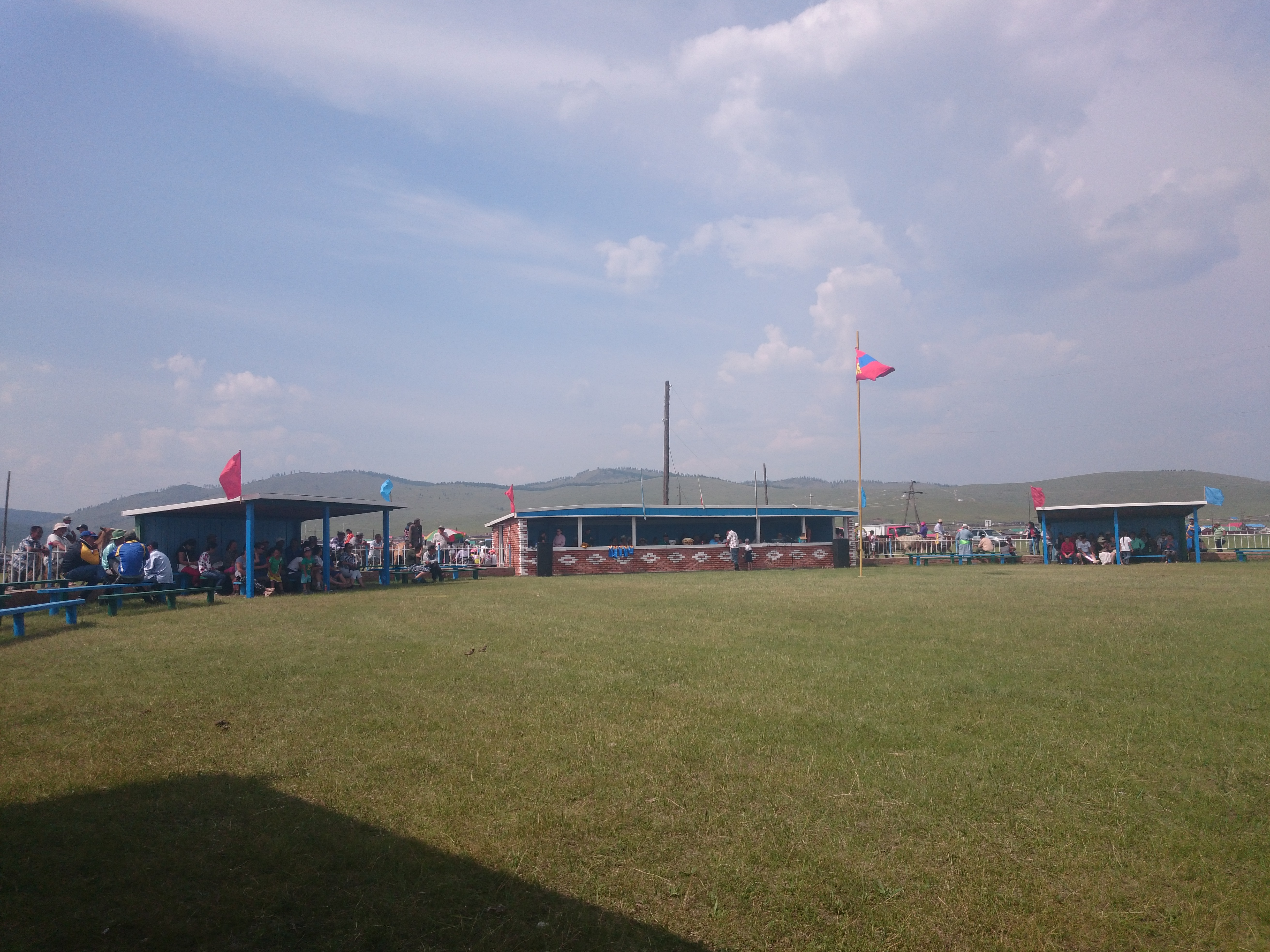
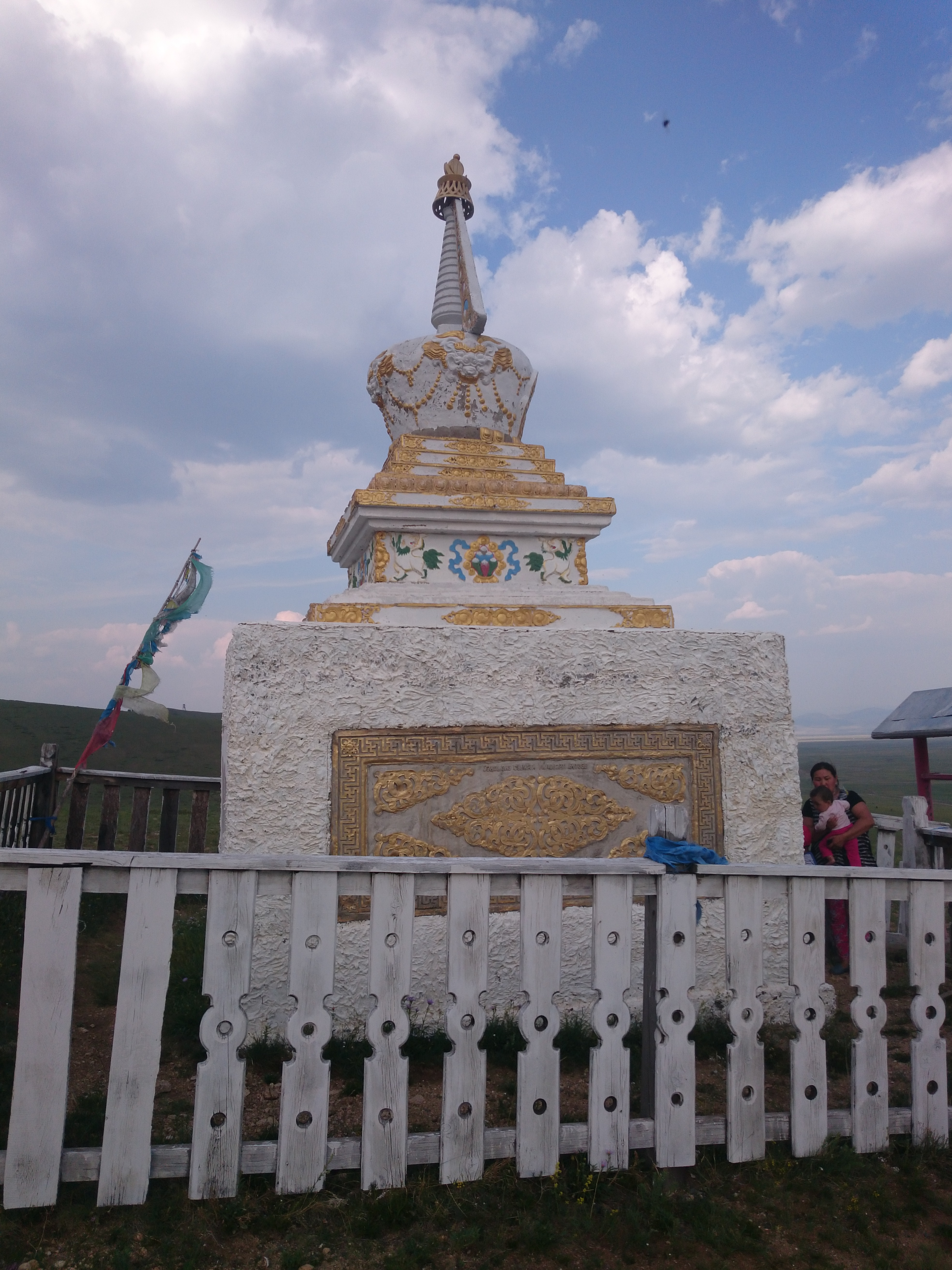